# Whisky mạch nha đơn cất

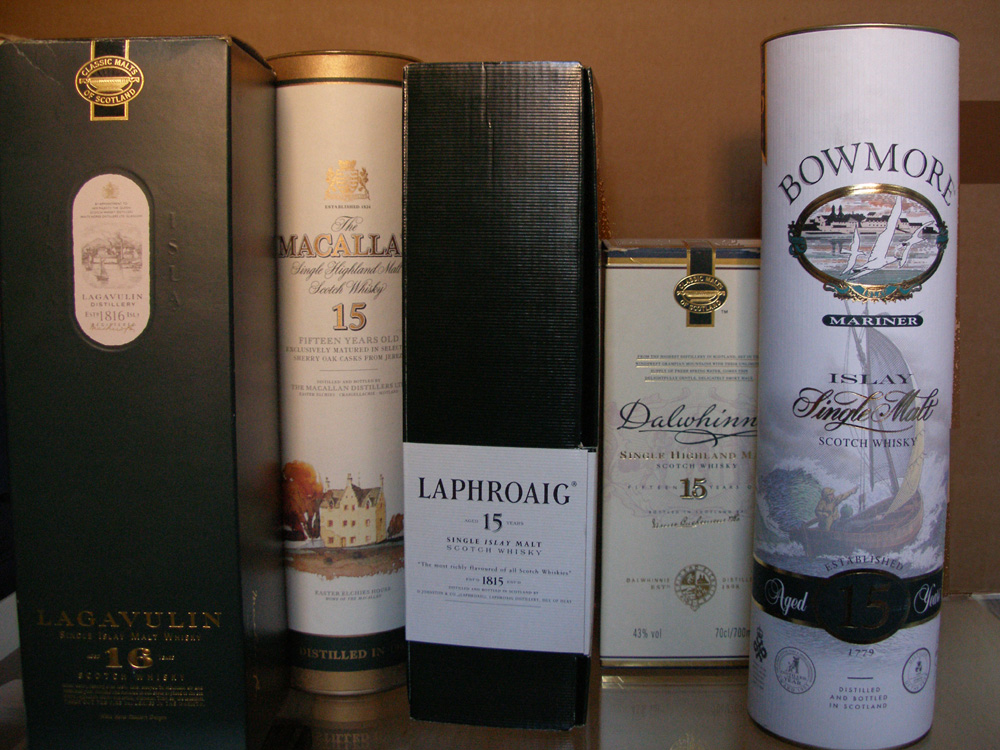
5 loại Scotch single malt whisky khác nhau

Whisky mạch nha đơn cất (single malt whisky) là whisky mạch nha từ một nhà máy chưng cất duy nhất. Mạch nha đơn cất thường được liên kết với Scotch mạch nha đơn cất, mặc dù chúng cũng được sản xuất ở nhiều quốc gia khác. Theo Quy định về rượu whisky Scotch của Vương quốc Anh, "Rượu whisky mạch nha đơn cất" phải được sản xuất đơn thuần từ lúa mạch mạch nha (mặc dù việc cho phép thêm màu caramel E150A), phải được chưng cất bằng cách sử dụng dụng cụ chưng cất tại một nhà máy chưng cất duy nhất và phải được ủ ít nhất ba năm trong các thùng gỗ sồi có dung tích không quá 700 lít (150 galông Anh; 180 galông Mỹ). Mặc dù mô hình Scotch thường được sao chép trên phạm vi quốc tế, những ràng buộc này có thể không áp dụng cho rượu whisky được bán trên thị trường dưới dạng "mạch nha đơn cất" được sản xuất ở nơi khác. Ví dụ, không có định nghĩa về thuật ngữ "single" liên quan đến rượu whisky trong luật pháp Hoa Kỳ và một số loại rượu whisky Mỹ được quảng cáo là "single malt whisky" được sản xuất từ lúa mạch đen chứ không phải lúa mạch nha.